# Омут (коммуна)
Омут (норв. Åmot) — коммуна в губернии Хедмарк в Норвегии. Административный центр коммуны — город Рена. Официальный язык коммуны — букмол. Население коммуны на 2007 год составляло 4329 чел. Площадь коммуны Омут — 1339,87 км², код-идентификатор — 0429.

## История населения коммуны
Население коммуны за последние 60 лет.

Статистика коммуны Омут